# Я був супутником Сонця
«Я був супутником Сонця» — радянський художній фантастичний фільм 1959 року — через два роки після запуску першого штучного супутника землі і за два роки до польоту в космос першої людини. Містить елементи мультиплікації.

## Сюжет
Наприкінці 1950-х років радянські вчені підійшли до вирішення завдань польотів в далекому космосі. Для збору інформації, до Сонця були запущені дослідні зонди під керівництвом Ігоря Петровича. Зонди потрапили в область радіоперешкод і Ігор Петрович гине в експедиції по поверненню зондів. Через тридцять років, Андрій, його син, який виховувався з дитинства в родині друга Ігоря Петровича і тепер займається створенням біологічного захисту від космічної радіації, робить другу спробу повернення зондів. Ціною свого життя, він повертає один з зондів на Землю. Його ракета випадково виходить з області радіоперешкод, що дає Андрію шанс на порятунок.

## У ролях
- Павло Махотін — Андрій, молодий вчений
- Володимир Ємельянов — Ігор Петрович, його батько
- Георгій Шамшурін — Сергій Іванович
- Анатолій Шамшурін — Андрій в дитинстві
- Надія Вишневська — епізод
- Георгій Віцин — вчений, колега Андрія
- Фелікс Яворський — космонавт
- Михайло Майоров — епізод

## Знімальна група
- Сценаристи:  Володимир Капітановський,  Володимир Шрейберг
- Режисер: Віктор Моргенштерн
- Оператори: Олег Самуцевич, Георгій Ляхович
- Композитор: А. Севастьянов
- Художник: Леонід Чібісов